# 刘孟合
刘孟合（1953年3月—），河南滑县人。中国人民解放军少将。1969年参军。
1991年6月，任鹤壁军分区后勤部部长。1994年8月，任开封预备役步兵第136师参谋长。1996年4月，任开封预备役步兵第136师副师长兼开封军分区副司令员。1998年10月，任三门峡军分区司令员。2004年4月，任河南省军区副司令员。2008年9月至2013年5月，任河南省军区司令员。
2005年，晋升为少将。